# Stella Li
Stella Li (Geburtsname: Lǐ Kē; 李柯; * 1970) ist eine chinesische Managerin. Sie ist Vizepräsidentin des Autobauers BYD.

## Leben und Wirken
Stella Li absolvierte 1992 ein Studium der Statistik an der Fudan-Universität, die als eine der führenden Universitäten ihres Landes gilt.
Sie trat 1996 in das Unternehmen BYD ein. Sie förderte die globale Expansion von BYD und gründete 1997 das Büro in Hongkong. 1999 etablierte sie die europäische Zentrale von BYD in Rotterdam. Im Jahr 2000 gründete sie die erste nordamerikanische Zentrale in Chicago.
Im Februar 2010 wurde sie zur Präsidentin von BYD Americas ernannt. 2011 verlegte sie den Hauptsitz von BYD Americas nach Los Angeles. Unter ihrer Leitung eröffnete BYD 2013 Fabriken für Elektrobusse, Lastwagen und Energiemodule in Lancaster, Kalifornien. Sie erweiterte die Präsenz von BYD in über 20 Ländern in Amerika und eröffnete Büros in 11 Ländern, darunter den USA, Kanada, Brasilien, Chile und Kolumbien.
Stella Li leitete eine bedeutende Expansion von BYD außerhalb Chinas, insbesondere in Südamerika. Ein Investitionsprojekt in Höhe von 620 Millionen US-Dollar finanziert den Bau von drei Fabriken in Bahia, Brasilien, zur Produktion von Elektrobussen und -lastwagen, Pkw sowie zur Verarbeitung von Lithium und Eisenphosphat für Batterien. BYD hat unter ihrer Führung auch Initiativen in Argentinien, Kolumbien und Chile gestartet.
Im Mai 2024 wurde Stella Li zur Verantwortlichen für das Europageschäft von BYD ernannt, um die schwachen Zulassungszahlen in Europa, insbesondere in Deutschland, zu verbessern. Sie gilt inoffiziell als die Nummer zwei bei BYD, direkt hinter Präsident und Gründer Wang Chuanfu.
Unter ihrer Führung plant BYD die Einführung weiterer Elektromodelle in Europa und prüft die Möglichkeit einer zweiten europäischen Fabrik. Ihr Ziel ist es, den Erfolg von BYD auf dem heimischen Markt auch international zu reproduzieren und den Exportanteil zu erhöhen.